# Emma Shapplin
Emma Shapplin (geboren als Crystêle Madeleine Joliton; Savigny-le-Temple, 19 mei 1974) is een Franse sopraan. Bij het grote publiek verwierf ze voornamelijk bekendheid door haar nummer Spente le Stelle uit 1997.

## Biografie
Joliton groeide op in een van de voorsteden ten zuiden van Parijs. Ze heeft twee oudere broers. Als kind deed ze liever met de jongens mee. Ze voetbalde, klom in bomen en moest niets van muziek hebben. Dat veranderde toen ze aan een zangdocente werd voorgesteld. Bij haar nam ze klassieke zangles en ontwikkelde een passie voor muziek. Haar ouders waren het hier niet mee eens: na een jaar wilden ze de lessen niet meer betalen en Joliton mocht ook niet meedoen met het schoolkoor. Haar ouders wilden dat ze een opleiding tot secretaresse ging doen. Dit heeft ze uiteindelijk ook gedaan, maar zonder succes. In die tijd zong ze voor de hardrockband North Wind.

## Carrière
Zanger Jean-Patrick Capdevielle haalde haar op haar achttiende over om weer klassieke zanglessen te nemen om haar zangtechnieken te verbeteren. Ze ontdekte dat de rockmuziek haar wel meer artistieke vrijheid had gegeven dan klassieke muziek, maar dat het voor haar nog steeds niet genoeg was. Ze creëerde haar eigen stijl, een mix van opera, rock en popmuziek. Haar eerste album, Carmine Meo, werd in 1997 uitgebracht en is door Capdevielle geschreven.

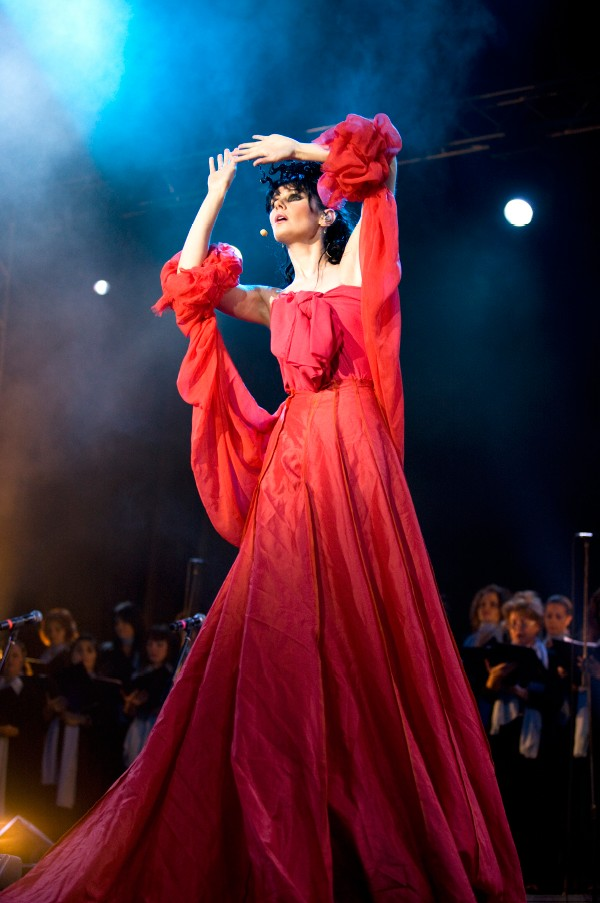
Emma Shapplin

Shapplin groeide op met het Frans als moedertaal. Hoewel Capdevielle de liedjes voor Carmine Meo in het Frans heeft geschreven, zijn deze naar het Latijn en het Oud-Italiaans vertaald. Deze talen zouden zich volgens Shapplin goed lenen voor poëtische, droomachtige en dramatische nummers.
De liedjes op het tweede album, Etterna, zijn dan weer allemaal in het Italiaans uit de barok. Dit omdat het volgens Shapplin een taal is die natuurlijk zingt.
In 2009 kwam haar derde album, Macadam Flower, uit. Dit album heeft ze zelf geschreven. Hierop zingt ze in het Engels, Frans en Oud-Italiaans. Het album gaat over de fictieve Maddalena Kean, een eenzame jonge vrouw. Zij is de belichaming van het brede scala aan muziekstijlen dat Shapplin gebruikt: van elektropop en rock tot opera en klassieke invloeden van met name Bach en Debussy.
De live-dvd van “The Macadam Flower Tour” kwam uit in 2011.
Medio 2014 brengt ze op Amstel Records het album " Dust of a Dandy" uit en een single "the Lovers". De muziek op Dust of a Dandy is overwegend pop/ rock. Haar geschoolde stem met groot bereik verraadt haar klassieke opleiding. Alle songs zijn geschreven door Shapplin zelf, zowel tekst en muziek. In Zuid-Amerika, Turkije, Rusland en Griekenland breekt ze door en is ze een grote ster en doet stadionoptredens.
In de Benelux wordt ze vertegenwoordigd door het impresariaat Live in Europe.

## Discografie

### Albums
- Carmine Meo (1997, Pendragon Records/EMI)
- Etterna (2002, Ark 21 Records/Universal Music Group)
- Macadam Flower (2009, Nimue Music/Universal Music Group/Sony Music).
- Dust Of a Dandy (2014 Amstel Records)

### Overig
- Discovering Yourself (EP, 1999, Coeur De Lion)
- Spente le Stelle (Opera Trance) - The Remixes - Part One (Remix album, 2000, Radikal Records)
- The Concert in Caesarea (live DVD/CD, 2003, Pendragon Records/EMI)
- The Macadam Flower Tour - live concert in Athens DVD (June 2011)